# Tehzeeb
Pour plus de détails, voir Fiche technique et Distribution.
Tehzeeb est un film dramatique indien, réalisé par Khalid Mohamed, sorti en 2003. Il est adapté du film suédois Sonate d'automne, d'Ingmar Bergman, en 1978.

## Synopsis
Anwar (Rishi Kapoor) et Rukhsana Jamal (Shabana Azmi) sont mariés depuis des années. Après la naissance de leurs deux filles, Tehzeeb et Nazeen, Anwar sombre dans la dépression et se suicide. Rukhsana est une chanteuse ambitieuse et populaire. Après la mort mystérieuse de son mari, sa fille aînée Tehzeeb (Urmila Matondkar) la soupçonne d'en être la cause. Bien qu'une cour d'assises ait innocenté Rukhsana, Tehzeeb continue de l'accuser et lui en veut de l'avoir abandonnée ainsi que sa sœur Nazeen (Diya Mirza).
Quelques années plus tard, Tehzeeb épouse Salim Mirza (Arjun Rampal) contre la volonté de sa mère. L'état mental de Nazeen se dégrade et Tehzeeb obtient sa garde. Tehzeeb connaît le bonheur avec son mari et Nazeen, jusqu'à ce que Rukhsana décide de renouer le contact et de renouveler des liens familiaux cinq ans après. La mère et la fille sont toutes deux satisfaites du prochain contact, mais la vive tension entre elles finit par prend le dessus.
Beaucoup de défis et d'arguments surgissent à cause des différends entre Tehzeeb et Rukhsana. Mais Tehzeeb et sa mère passe de bons moments ensemble et Rukhsana se rapproche de ses deux filles. Mais le malheur frappe à nouveau quand Nazeen part. Il est révélé qu'Anwar s'est bien fin à ses jours et que Rukhsana n'était pas responsable. Rukhsana veut emmener Nazeen avec elle, mais Tehzeeb l'empêche. Salim la convainc et elle donne finalement son consentement.
Le jour où Rukhsana doit partir, elle est assise sur une balançoire les yeux fermés. Tehzeeb s'approche d'elle, s'excuse et lui dit qu'elle l'aime toujours, mais Rukhsana ne répond pas. Tehzeeb la secoue et Rukhsana tombe. En panique, Tehzeeb appelle Salim. Il est démontre que Rukhsana néglige sa santé et succombe à une crise cardiaque.
Tehzeeb rend hommage à sa mère en chantant l'une de ses chansons, Salim et Nazeen la regardent.

## Fiche technique
Sauf indication contraire, les informations mentionnées dans cette section peuvent être confirmées par la base de données cinématographiques IMDb,  présente dans la section « Liens externes ».
- Titre : Tehzeeb
- Titre original : तहज़ीब (Tahazeeb)
- Réalisation : Khalid Mohamed
- Scénario : Khalid Mohamed
- Dialogues : Javed Siddiqui
- Direction artistique : Sharmishta Roy
- Décors : Eve Mavrakis
- Costumes : Dolly Ahluwalia
- Maquillage : Dubi Preger
- Son : Rakesh Ranjan
- Photographie : Santosh Sivan
- Montage : A. Sreekar Prasad
- Musique : A.R. Rahman
- Paroles : Javed Akhtar
- Production : Paresh Talpade
- Pays d'origine :  Inde
- Langue : Ourdou, anglais, hindi
- Format : Couleurs - 2,35:1 - DTS / Dolby Digital / SDDS - 35 mm
- Genre : Drame
- Durée : 143 minutes (2 h 23)
- Dates de sorties en salles : 
  -  Inde : 21 novembre 2003

## Distribution
- Shabana Azmi : Rukhsana Jamal
- Urmila Matondkar : Tehzeeb Mirza
  - Palak Jain : Tehzeeb, jeune
- Arjun Rampal : Salim Mirza
- Diya Mirza : Nazneen Jamal
- Rishi Kapoor : Anwar Jamal
- Namrata Shirodkar : Aloka
- Satish Kaushik : Kamal Choksi
- Rekha Rao : Suman
- Diana Hayden : Sheena Roy

## Distinctions
| Date            | Distinction     | Catégorie                             | Nom                                   | Résultat   |
| --------------- | --------------- | ------------------------------------- | ------------------------------------- | ---------- |
| 20 février 2004 | Filmfare Awards | Meilleure actrice dans un second rôle | Shabana Azmi                          | Nomination |
| 26 février 2004 | Zee Cine Awards | Meilleure actrice dans un second rôle | Shabana Azmi                          | Lauréat    |
| 26 février 2004 | Zee Cine Awards | Meilleur parolier                     | Javed Akhtar (pour Na shiqwa hota...) | Nomination |
| 26 février 2004 | Zee Cine Awards | Meilleure chorégraphie                | Remo Meherbaan (pour Meherbaan)       | Nomination |